# Balkarci
Balkarci (karačajsko-balkarski: Малкъарлыла, таулула) turkijski su narod koji pretežito živi u ruskoj republici Kabardino-Balkariji. Suniti su. Govore karačajsko-balkarskim jezikom.